# Kalkovits Gyula
Kalkovits Gyula (Marosvásárhely, 1891. augusztus 2. – Marosvásárhely, 1968. augusztus 30.) magyar író, újságíró, szerkesztő.

## Életútja
Magánkereskedésből élt szülővárosában, az itt megjelenő Tűz társadalmi, művészeti és bírálati hetilap (1934–35) szerkesztője. Lapjában színdarabbal (Asszony és anya), színészportrékkal, színházi kritikákkal, versekkel szerepelt, regénye jelent meg folytatásokban (Leányrablás).

## Önálló kötete
- Tűzimádók (elbeszélések, színdarabok, Marosvásárhely, 1932)